# 스와바라 카이
《스와바라 카이》는 《따끈따끈 베이커리》에 등장하는 등장인물으로, 투니버스판 이름은 남궁카이다. 성우는 사카즈메 타카유키, 정명준이다.

## 소개
빵 제조 기능사 1급의 사상 최연소 취득자로, 빵타지아 신인전에서 공동 3위를 한 우수한 제빵사. 자신에게 엄격한 사무라이. 특징은 머리에 두른 파란 반다나.